# Ñacunday
Ñacunday (ang. Nacunday Falls, hiszp. Salto Ñacunday) – wodospad w Ameryce Południowej na rzece Ñacunday, na terenie Parku Narodowego Ñacunday w Paragwaju. Wodospad ma wysokość 40 m, prawie taką jak wodospad Niagara.